# Un gobernador huracanado
Un gobernador huracanado es un cortometraje español de 1985

## Sinopsis
Un huracán cambiará la vida del pueblecito mexicano de Dos Cruces. 

## Reparto
- Maru Valdivieso como Rosita Cienfuegos.
- Paco Maestre como el gobernador.
- Luis Guridi como Emiliano Ruis.
- Fausto Talón como Fausto Cienfuegos.
- Javier Jiménez como el chófer del gobernador.
- Félix F. Montes como el violador.
- Raúl Barbé como el cuate de Emiliano.
- Manolo Coronado como el borracho.
- Tana R. Araújo como la mujer en la ventana.
- Vicente Rocabert como el cura.
- Juan Rey como el mariachi.
- Alfredo Rocabert como el niño cantor.

- Datos: Q6155524